# Entente sportive Gallia Club d'Uzès
L'Entente sportive Gallia Club d’Uzès est un ancien club français de football basé à Uzès et fondé en 1907.
Le club doit attendre 1982 pour connaitre son premier fait d'armes en décrochant le titre de champion du Languedoc ce qui permet au club d'évoluer durant trois saisons en Division 4 entre 1982 et 1985.
Le club gardois évoluait au stade Pautex, petite enceinte de la ville d'Uzès et nommé ainsi en l'honneur de l'athlète Louis Pautex.

## Histoire
L'ESGC Uzès est un club fondé en 1907 qui va évoluer dans l'anonymat jusque dans les années 1960, quand il atteint la Division d'honneur du Sud-Est. Après une dizaine d'années passées à nouveau dans l'anonymat des divisions de district, le club remonte et atteint en 1983 la Division 4 où le club évolue trois saisons avant de replonger dans l'oubli jusqu'à sa fusion avec l'ESPG.
Début 2003, l'ES Pont-du-Gard et l'ESGC Uzès débutent une fusion et qui consiste dans un premier temps, à un rapprochement des catégories de jeunes des deux clubs. La fusion définitive a lieu le 9 juin 2005 afin d'assurer la survie de ces clubs et de continuer à jouer les premiers rôles.

## Palmarès et records

### Palmarès
Le palmarès du club se compose d'une victoire en Division d'honneur du Languedoc-Roussillon.
| Compétitions nationales                          | Compétitions régionales                                             |
| - Division 4 - Meilleur classement : 4e en 1983. | - Division d'honneur du Languedoc-Roussillon (1) - Champion : 1982. |

### Bilan par saison
L'ESGC Uzès totalise 3 participations en Division 4.
Le tableau ci-dessous récapitule tous les matchs officiels connus disputés par le club dans les différentes compétitions nationales :
| Championnats       | Saisons | Titres | J   | G   | N   | P   | Bp  | Bc  | Diff |
| Division 4         | 3       | 0      | 78  | 26  | 22  | 30  | 94  | 114 | -20  |
| Division d'Honneur | 19      | 1      | 408 | 138 | 107 | 139 | 524 | 555 | -31  |